# Narnia inornata
Narnia inornata är en insektsart som beskrevs av William Lucas Distant 1893. Narnia inornata ingår i släktet Narnia och familjen bredkantskinnbaggar. Inga underarter finns listade i Catalogue of Life.